# Frank B. Zoltowski
Frank B. Zoltowski (1957) és un astrònom amateur australià.
Va ser un prolífic descobridor de planetes menors resident a Woomera, Austràlia del Sud, havent arribat a descobrir, durant el període comprés entre 1993 i 2003, 229 planetes menors numerats. Va ser destinatari d'una subvenció Gene Shoemaker Near Earth Object (NE0) de la Societat Planetària, i va ajudar a determinar les futures òrbites de l'asteroide AN10 1999, que es preveu que passi a 200.000 quilòmetres de la Terra l'any 2027.
L'asteroide de cinturó principal 18292 Zoltowski, descobert a l'estació Agassiz del Harvard College Observatory (HCO) el 17 de març del 1977, va ser nomenat en honor seu.